# Mycetophila abiecta
Mycetophila abiecta es una especie de mosquito del género Mycetophila, categorizada en la tribu Mycetophilini, subfamilia Mycetophilinae.

## Distribución
Se distribuye por Noruega, Finlandia, Canadá, Reino Unido, Alemania, Estonia y Suecia.

## Taxonomía
Fue descrita por Laštovka en 1963.
Tratamiento taxonómico
La especie aparece registrada y publicada en Beitrag zur Kenntnis des europaischen Fungivora Arten aus der Gruppe vittipes (Zett.) (Dipt., Fungivoridae). Cas. csl. Spol. Ent, 60.